# Silvana Arcangioli
Silvana Arcangioli (* 10. Oktober 1983) ist eine ehemalige deutsche Fußballspielerin.

## Karriere
Die 167 cm große Mittelfeldspielerin spielte von 1999 bis 2002 für den TuS Niederkirchen, ihre Premierensaison in der Bundesliga, die Saison 2000/01 und 2001/02 – Abstieg bedingt – in der seinerzeit zweitklassigen Oberliga bzw. Regionalliga Südwest, die jeweils mit dem regionalen Meistertitel abgeschlossen werden konnte.
Von 2002 bis 2005 war sie Vertragsspielerin des Bundesligisten 1. FFC Frankfurt, für den sie in ihren ersten beiden Saisons sieben Punktspiele bestritt und – in ihrer letzten ohne Einsatz – zweimal die Meisterschaft gewann.
Danach pausierte sie vom Fußball, ehe sie zur Saison 2009/10 zum 1. FFC 08 Niederkirchen in die mittlerweile drittklassige Regionalliga Südwest zurückkehrte. Mit der erneuten regionalen Meisterschaft gelang der Aufstieg in die 2. Bundesliga Süd, aus der sie mit ihrer Mannschaft am Saisonende 2014/15 abstieg. In den darauffolgenden sechs Saisons glich ihre Mannschaft der einer Fahrstuhlmannschaft; dem vorangegangenen Abstieg folgte der Aufstieg für zwei Jahre, dem ein erneuter Abstieg für zwei Jahre folgte, sowie in ihrer letzten Saison der erneute Aufstieg. Außer der Saison 2016/17 war ihre Mannschaft ununterbrochen im DFB-Pokal-Wettbewerb vertreten und kam mit dem Achtelfinale 2014/15 am weitesten; in insgesamt 18 Pokalspielen erzielte Arcangioli elf Tore.
Seit der Saison 2021/22 spielt sie in der Regionalliga Süd für den SV Hegnach aus dem gleichnamigen Teilort der Kreisstadt Waiblingen im Rems-Murr-Kreis.

## Erfolge
1. FFC Frankfurt
- Deutscher Meister 2003, 2005 (ohne Einsatz)

TuS Niederkirchen
- Meister der Oberliga Südwest 2001, der Regionalliga Südwest 2002 und Aufsteiger in die Bundesliga

1. FFC 08 Niederkirchen
- Meister der Regionalliga Südwest 2010, 2016, 2020 und dreimaliger Aufstieg in die 2. Bundesliga Süd

## Auszeichnungen
- DFB Ehrenamtspreis 2020[1]